# Odynoke
Odynoke (ukrainisch Одиноке; russisch Одинокое Odinokoje, deutsch Einsiedel, ab 1939 polnisch Średnia) ist ein Dorf in der westukrainischen Oblast Lwiw mit etwa 180 Einwohnern.
Mit den Dörfern Dubjanka (Дуб'янка), Schufrahanka (Шуфраганка), Serdyzja (Сердиця) und der Siedlung städtischen Typs Schtschyrez gehörte es bis 2017 zur Siedlungsratsgemeinde Schtschyrez, am 29. Oktober 2017 wurde das Dorf ein Teil der neu gegründeten Siedlungsgemeinde Schtschyrez (Щирецька селищна громада Schtschyrezka selyschtschna hromada).
Am 12. Juni 2020 wurde das Dorf, welches bis dahin im Rajon Pustomyty lag, ein Teil des neu gegründeten Rajons Lwiw.

## Geschichte
Das Dorf entstand im Jahre 1786 im Zuge der Josephinischen Kolonisation auf dem Grund des Dorfes Serdyzja. Deutsche mennonitische Kolonisten wurden dort angesiedelt. Die Kolonie wurde Einsiedel genannt und wurde eine unabhängige Gemeinde. Mennoniten wurden auch in den benachbarten Kolonien Falkenstein und Rosenberg angesiedelt. Die Mennoniten dieser drei Kolonien wurden gegen ihren Willen anfänglich als Lutheraner betrachtet und gehörten mit anderen Protestanten als Filialgemeinde zur Pfarrgemeinde Dornfeld innerhalb der Evangelische Superintendentur A. B. Galizien. Erst im Jahre 1909, nach der Überschreitung der gesetzlichen Zahl von 100 Familien, wurde eine eigene mennonitische Pfarrgemeinde gegründet.
Im Jahre 1900 hatte die Gemeinde Einsiedel 32 Häuser mit 248 Einwohnern, davon 215 deutschsprachige, 15 polnischsprachige, 18 ruthenischsprachige, 12 römisch-katholische, 21 griechisch-katholische, 6 Juden, 209 anderen Glaubens.
Nach dem Ende des Polnisch-Ukrainischen Kriegs 1919 kam Einsiedel zu Polen. Im Jahre 1921 hatte die Gemeinde 56 Häuser mit 321 Einwohnern, davon 126 Ruthenen, 119 Deutschen, 73 Polen, 3 Juden (Nationalität), 128 griechisch-katholische, 119 evangelische, 71 römisch-katholische, 3 Juden (Religion).
Am 24. Mai 1939 wurde der Name Einsiedel auf Średnia geändert.
Im Zweiten Weltkrieg gehörte es zuerst zur Sowjetunion und ab 1941 zum Generalgouvernement, ab 1945 wieder zur Sowjetunion, heute zur Ukraine. Die dann noch ansässigen Deutschen wurden 1940 infolge des Deutsch-Sowjetischen Grenz- und Freundschaftsvertrages umgesiedelt.